# Abciximab
O abciximab (previamente conhecido como c7E3 Fab),  é uma substância antiagregante plaquetar, ou seja, ele impede que as plaquetas do sangue se agreguem, diminuindo assim, a formação de trombos. Tal substância é usada durante e depois de cirurgias arteriais como a angioplastia, com a finalidade de impedir a formação de coágulos no interior da artéria. O mecanismo de ação do abciximab é a inibição da glicoproteína IIb/IIIa.
Ao mesmo tempo que o abciximab tem um curto período de meia vida no plasma, devido a sua forte afinidade química com seu receptor nas plaquetas, ele pode ocupar alguns receptores por semanas. Na prática, a agregação de plaquetas, e consqüentemente a coagulação, retorna ao normal gradualmente após 24 ou 48 horas que o uso da droga é descontinuado.

## Indicações
Abciximab é indicado para uso em indivíduos submetidos a intervenção coronária percutânea (angioplastia com ou sem colocação de stent, aterectomia). Pode ser usado associado com heparina e ácido acetilsalicílico. Indicado para redução a curto prazo do risco de infarto do miocárdio em pacientes com angina instável sem resposta ao tratamento convencional, programados para intervenção coronariana percutânea.